# Gent–Wevelgem
Gent–Wevelgem, uradno Gent–Wevelgem – Po poljih Flandrije, je pomladanska enodnevna klasična kolesarska dirka v Belgiji, ki jo prirejajo od leta 1934. Je del svetovne serije UCI World Tour. Tradicionalno poteka zadnjo nedeljo pred dirko Po Flandriji. Je ena od sedmih Flandrijskih klasik.
Čeprav ima dirka zaradi ravnega terena sloves sprinterske klasike, njen zgodnji datum, na začetku sezone, običajno pomeni, da se morajo kolesarji soočiti z močnim vetrom in dežjem, pa tudi s kar nekaj vzponi, vključno z zelo strmima (23 %) na hrib Kemmelberg.
Leta 2005 je bila dirka vključena v prvo sezono serije UCI Pro Tour, takrat najvišjega ranga tekmovanja. Od leta 2011 naprej dirko organizira združenje Flandrijske klasike in od takrat je pod okriljem svetovne serije UCI World Tour. Od leta 2012 naprej na isti dan kot pri moških potekajo tudi ženske dirke, ki pa je od leta 2016 naprej pod okriljem ženske svetovne serije UCI Women's World Tour.
To ime je dirka dobila leta 2015 po kultni istoimenski pesmi »Po poljih Flandrije« ob 100. obletnici prve svetovne vojne, takrat jo je namreč napisal kanadski podpolkovnik John McCrae.
Dirka, ki jo prirejajo pozno v marcu, je del Flandrijskega kolesarskega tedna, katerega del pa so tudi preostale dirke Skozi Flandrijo, E3 Saxo Bank Classic, Classic Brugge–De Panne in Po flandriji.
Skupaj z E3 Saxo Bank Classic, Dirko po Flandriji in Pariz–Roubaix spada med 4 tlakovane klasike.

## Zgodovina

### Amaterska dirka
Prvo dirko je leta 1934 organiziral časopis Gazet van Antwerpen, s ciljem v mestu Wevelgem, saj je bil to domač kraj prvega lastnika dirke, lokalnega proizvajalca tekstila Georges Matthijsa. Start dirke v Gentu je bil tako logična poteza, saj je bilo mesto kraj številnih tovarn lanu, ki so trgovale z Wevelgemom. 
Belgijski kolesarski šampion iz Wevelgema Gaston Rebry, ki je kraljeval v 1930ih, je kriv da dirka sploh obstaja, saj so jo prvič organizirali prav njemu v čast, domačinu, ki na tej dirki ni nikoli nastopal. 
Prva izvedba dirke je bila amaterska, na ravninski 120 km dolgi, na njej pa so nastopali le belgijci. Leta 1936 so dirko podaljšali na 168 km, Robert Van Eenaeme pa je bil prvi profesionalni zmagovalec..

### Spomladanska klasika
Dirka je bila v vsej svoji zgodovini prekinjena samo v obdobju med drugo svetovne vojno, med leti 1940 in 1944, v prvem letu korone pa so jo iz tradicionalnega marčevskega termina prestavili na oktober. Leta 1945 so jo po nekajletni prekinitvi spet organizirali kot profesionalno dirko. Gaston Rebry, takratni predsednik kolesarskega kluba "Het Vliegend Wiel", je postal nov direktor dirke. Robert Van Eenaeme je postal prvi povojni zmagovalec, presentljivo šele deset dni po koncu dirke, potem ko so uradniki natačno pregledali fotofiniš.
Leta 1947 so dirki prvič dodelili marčevski termin, s čimer je pridobila na prestižu. Organizator Rebry je uspel pripeljati dve italijanski ikoni kot sta Gino Bartali  in Fausto Coppi, ki sta na dirko privabila ogromno gledalcev.
Dirka je nenehno iskala svoj prostor pod soncem, z stalnim spreminjajem trase in termina v koledarju. Leta 1977 je bila trasa na kateri je zmagal Bernard Hinault, kar je bil njegov prvi večji mednarodni uspeh, najdaljša v zgodovini dirke in dolga kar 277 kilometrov z skupno kar 11 vzponi v Ardenih in dvema na sloviti hrib Kemmelberg (23%).
V 1980ih letih je dirka pridobila sloves sprinterske klasike. Italijanski šprinterski as Mario Cipollini je zmagal rekordnih trikrat. Zmagali pa so še sprinterji kot so Sean Kelly, Guido Bontempi, Džamolidin Abdužaparov in Tom Steels.

## Trasa
V nasprotju z drugimi flamskih klasik, ki se večinoma odvijajo okrog mesta Oudenaarde in številnih hribov v Ardenih, ta zavije v Zahodno Flandrijo in v severno Francijo, ima manj hribovskih odsekov, zato je bolj primerna za šprinterje. 
Dolga okrog 250 km, kar je največ izmed nespomeniških klasik, in se po dolžini tudi najbolj približa 5 spomenikom.

### Tlakovci
Čeprav velja za tlakovano klasiko, ima pravzaprav zelo malo tlakovanih odsekov. Le Kemmelberg in pa zgornji del Kasselberga imata oba skupaj 2 km kock, kar je občutno manj od drugih klasik v Flandriji in severni Franciji. 
Poleg tega ni ravnih odsekov in oba tlakovana vzpona sta v odličnem stanju, saj sta del prometnega omrežja.

## Moški

### Zmagovalci po letih
| Leto                                                                | Zmagovalec             | Drugi                    | Tretji                   |
| ------------------------------------------------------------------- | ---------------------- | ------------------------ | ------------------------ |
| 1934                                                                | Gustave Van Belle      | Maurice Vandenberghe     | Jérôme Dufromont         |
| 1935                                                                | Albert Depreitre       | Jérôme Dufromont         | Karel Catrysse           |
| 1936                                                                | Robert Van Eenaeme     | Joseph Somers            | Gaston Denys             |
| 1937                                                                | Robert Van Eenaeme     | Albert Ritserveldt       | Andé Hallaert            |
| 1938                                                                | Hubert Godart          | Edmund Delathouwer       | Gustave Van Cauwenberghe |
| 1939                                                                | André Declerck         | Frans Van Hellemont      | Albert Van Laecke        |
| dirka med leti 1940 in 1944 ni potekala zaradi druge svetovne vojne |                        |                          |                          |
| 1945                                                                | Robert Van Eenaeme     | Maurice Van Herzele      | André Declerck           |
| 1946                                                                | Ernest Sterckx         | Maurice Desimpelaere     | Michel Remue             |
| 1947                                                                | Maurice Desimpelaere   | René Beyens              | Lucien Vlaemynck         |
| 1948                                                                | Valère Ollivier        | Albert Ramon             | Hilaire Couvreur         |
| 1949                                                                | Marcel Kint            | André Declerck           | Albert Decin             |
| 1950                                                                | Alberic Schotte        | Albert Decin             | André Declerck           |
| 1951                                                                | André Rosseel          | Raphaël Jonckheere       | Lionel Van Brabant       |
| 1952                                                                | Raymond Impanis        | Maurice Blomme           | Aloïs De Hertog          |
| 1953                                                                | Raymond Impanis        | Wim van Est              | Germain Derycke          |
| 1954                                                                | Rolf Graf              | Ferdi Kübler             | Ernest Sterckx           |
| 1955                                                                | Alberic Schotte        | Désiré Keteleer          | Raymond Impanis          |
| 1956                                                                | Rik Van Looy           | Richard Van Genechten    | Désiré Keteleer          |
| 1957                                                                | Rik Van Looy           | André Noyelle            | Lucien Matthys           |
| 1958                                                                | Noël Foré              | Rik Van Looy             | Fred De Bruyne           |
| 1959                                                                | Léon Van Daele         | Jos Hoevenaers           | Jacques Anquetil         |
| 1960                                                                | Frans Aerenhouts       | Frans De Mulder          | Joseph Planckaert        |
| 1961                                                                | Frans Aerenhouts       | Raymond Impanis          | Yvo Molenaers            |
| 1962                                                                | Rik Van Looy           | Frans Schoubben          | Armand Desmet            |
| 1963                                                                | Benoni Beheyt          | Tom Simpson              | Michel Van Aerde         |
| 1964                                                                | Jacques Anquetil       | Yvo Molenaers            | Rik Van Looy             |
| 1965                                                                | Noël De Pauw           | Bernard Van De Kerckhove | Gustaaf De Smet          |
| 1966                                                                | Herman Van Springel    | Noel Van Clooster        | Palle Lykke Jensen       |
| 1967                                                                | Eddy Merckx            | Jan Janssen              | Edward Sels              |
| 1968                                                                | Walter Godefroot       | Willy Van Neste          | Felice Gimondi           |
| 1969                                                                | Willy Vekemans         | Roger De Vlaeminck       | Eric De Vlaeminck        |
| 1970                                                                | Eddy Merckx            | Willy Vekemans           | Walter Godefroot         |
| 1971                                                                | Georges Pintens        | Roger De Vlaeminck       | Gerben Karstens          |
| 1972                                                                | Roger Swerts           | Felice Gimondi           | Eddy Merckx              |
| 1973                                                                | Eddy Merckx            | Frans Verbeeck           | Walter Planckaert        |
| 1974                                                                | Barry Hoban            | Eddy Merckx              | Roger De Vlaeminck       |
| 1975                                                                | Freddy Maertens        | Frans Verbeeck           | Rik Van Linden           |
| 1976                                                                | Freddy Maertens        | Rik Van Linden           | Frans Verbeeck           |
| 1977                                                                | Bernard Hinault        | Vittorio Algeri          | Piet van Katwijk         |
| 1978                                                                | Ferdi Van Den Haute    | Walter Planckaert        | Francesco Moser          |
| 1979                                                                | Francesco Moser        | Roger De Vlaeminck       | Jan Raas                 |
| 1980                                                                | Henk Lubberding        | Alfons De Wolf           | Piet van Katwijk         |
| 1981                                                                | Jan Raas               | Roger De Vlaeminck       | Alfons De Wolf           |
| 1982                                                                | Frank Hoste            | Eddy Vanhaerens          | Alfons De Wolf           |
| 1983                                                                | Leo van Vliet          | Jan Raas                 | Frank Hoste              |
| 1984                                                                | Guido Bontempi         | Eric Vanderaerden        | Pierino Gavazzi          |
| 1985                                                                | Eric Vanderaerden      | Phil Anderson            | Rudy Dhaenens            |
| 1986                                                                | Guido Bontempi         | Twan Poels               | Jean-Marie Wampers       |
| 1987                                                                | Teun van Vliet         | Étienne De Wilde         | Herman Frison            |
| 1988                                                                | Sean Kelly             | Gianni Bugno             | Ron Kiefel               |
| 1989                                                                | Gerrit Solleveld       | Sean Yates               | Rolf Sørensen            |
| 1990                                                                | Herman Frison          | Johan Museeuw            | Franco Ballerini         |
| 1991                                                                | Džamolidin Abdužaparov | Mario Cipollini          | Olaf Ludwig              |
| 1992                                                                | Mario Cipollini        | Johan Capiot             | Adriano Baffi            |
| 1993                                                                | Mario Cipollini        | Eric Vanderaerden        | Džamolidin Abdužaparov   |
| 1994                                                                | Wilfried Peeters       | Franco Ballerini         | Johan Museeuw            |
| 1995                                                                | Lars Michaelsen        | Maurizio Fondriest       | Luc Roosen               |
| 1996                                                                | Tom Steels             | Giovanni Lombardi        | Johan Museeuw            |
| 1997                                                                | Philippe Gaumont       | Andrej Čmil              | Johan Capiot             |
| 1998                                                                | Frank Vandenbroucke    | Lars Michaelsen          | Nico Mattan              |
| 1999                                                                | Tom Steels             | Zbigniew Spruch          | Tristan Hoffman          |
| 2000                                                                | Geert Van Bondt        | Peter Van Petegem        | Johan Museeuw            |
| 2001                                                                | George Hincapie        | Léon van Bon             | Steffen Wesemann         |
| 2002                                                                | Mario Cipollini        | Fred Rodriguez           | George Hincapie          |
| 2003                                                                | Andreas Klier          | Henk Vogels              | Tom Boonen               |
| 2004                                                                | Tom Boonen             | Magnus Bäckstedt         | Jaan Kirsipuu            |
| 2005                                                                | Nico Mattan            | Juan Antonio Flecha      | Daniele Bennati          |
| 2006                                                                | Thor Hushovd           | David Kopp               | Alessandro Petacchi      |
| 2007                                                                | Marcus Burghardt       | Roger Hammond            | Óscar Freire             |
| 2008                                                                | Óscar Freire           | Aurélien Clerc           | Wouter Weylandt          |
| 2009                                                                | Edvald Boasson Hagen   | Aljaksandr Kučynski      | Matthew Goss             |
| 2010                                                                | Bernhard Eisel         | Sep Vanmarcke            | Philippe Gilbert         |
| 2011                                                                | Tom Boonen             | Daniele Bennati          | Tyler Farrar             |
| 2012                                                                | Tom Boonen             | Peter Sagan              | Matti Breschel           |
| 2013                                                                | Peter Sagan            | Borut Božič              | Greg Van Avermaet        |
| 2014                                                                | John Degenkolb         | Arnaud Démare            | Peter Sagan              |
| 2015                                                                | Luca Paolini           | Niki Terpstra            | Geraint Thomas           |
| 2016                                                                | Peter Sagan            | Sep Vanmarcke            | Vjačeslav Kuznecov       |
| 2017                                                                | Greg Van Avermaet      | Jens Keukeleire          | Peter Sagan              |
| 2018                                                                | Peter Sagan            | Elia Viviani             | Arnaud Démare            |
| 2019                                                                | Alexander Kristoff     | John Degenkolb           | Oliver Naesen            |
| 2020                                                                | Mads Pedersen          | Florian Sénéchal         | Matteo Trentin           |
| 2021                                                                | Wout Van Aert          | Giacomo Nizzolo          | Matteo Trentin           |
| 2022                                                                | Biniam Girmay          | Christophe Laporte       | Dries Van Gestel         |
| 2023                                                                | Christophe Laporte     | Wout Van Aert            | Sep Vanmarcke            |
| 2024                                                                | Mads Pedersen          | Mathieu van der Poel     | Jordi Meeus              |
| 2025                                                                | Mads Pedersen          | Tim Merlier              | Jonathan Milan           |

### Večkratni zmagovalci
| Zmage | Kolesar            | Edicija          |
| ----- | ------------------ | ---------------- |
| 3     | Robert Van Eenaeme | 1936, 1937, 1945 |
| 3     | Rik Van Looy       | 1956, 1957, 1962 |
| 3     | Eddy Merckx        | 1967, 1970, 1973 |
| 3     | Mario Cipollini    | 1992, 1993, 2002 |
| 3     | Tom Boonen         | 2004, 2011, 2012 |
| 3     | Peter Sagan        | 2013, 2016, 2018 |
| 3     | Mads Pedersen      | 2020, 2024, 2025 |
| 2     | Raymond Impanis    | 1952, 1953       |
| 2     | Briek Schotte      | 1950, 1955       |
| 2     | Frans Aerenhouts   | 1960, 1961       |
| 2     | Freddy Maertens    | 1975, 1976       |
| 2     | Guido Bontempi     | 1984, 1986       |
| 2     | Tom Steels         | 1996, 1999       |

### Zmagovalci po državah
| Zmage | Država              |
| ----- | ------------------- |
| 50    | Belgija             |
| 7     | Italija             |
| 5     | Nizozemska          |
| 4     | Francija            |
| 4     | Danska              |
| 3     | Nemčija             |
| 3     | Norveška            |
| 3     | Slovaška            |
| 1     | Avstrija            |
| 1     | Eritreja            |
| 1     | Združeno kraljestvo |
| 1     | Irska               |
| 1     | Sovjetska zveza     |
| 1     | Španija             |
| 1     | Švica               |
| 1     | ZDA                 |

## Ženske

### Zmagovalke po letih
| Leto | Zmagovalka           | Druga             | Tretja                    |
| ---- | -------------------- | ----------------- | ------------------------- |
| 2012 | Elizabeth Armitstead | Iris Slappendel   | Jessie Daams              |
| 2013 | Kirsten Wild         | Sanne van Paassen | Kelly Druyts              |
| 2014 | Lauren Hall          | Janneke Ensing    | Vera Koedooder            |
| 2015 | Floortje Mackaij     | Janneke Ensing    | Chloe Hosking             |
| 2016 | Chantal Blaak        | Lisa Brennauer    | Lucinda Brand             |
| 2017 | Lotta Lepistö        | Jolien D'Hoore    | Coryn Rivera              |
| 2018 | Marta Bastianelli    | Jolien D'Hoore    | Lisa Klein                |
| 2019 | Kirsten Wild         | Lorena Wiebes     | Letizia Paternoster       |
| 2020 | Jolien D'Hoore       | Lotte Kopecky     | Lisa Brennauer            |
| 2021 | Marianne Vos         | Lotte Kopecky     | Lisa Brennauer            |
| 2022 | Elisa Balsamo        | Marianne Vos      | Maria Giulia Confalonieri |
| 2023 | Marlen Reusser       | Megan Jastrab     | Maike van der Duin        |
| 2024 | Lorena Wiebes        | Elisa Balsamo     | Chiara Consonni           |
| 2025 | Lorena Wiebes        | Elisa Balsamo     | Charlotte Kool            |

### Zmage po državah
| Zmage | Država              |
| ----- | ------------------- |
| 7     | Nizozemska          |
| 2     | Italija             |
| 1     | Belgija             |
| 1     | Finska              |
| 1     | Združeno kraljestvo |
| 1     | Švica               |
| 1     | ZDA                 |